# Aaron Moorehead
Aaron Matthew Moorehead (Aurora, 5 novembre 1980) è un ex giocatore di football americano statunitense che ha giocato nel ruolo di wide receiver nella National Football League (NFL). Al college ha giocato a football all'Università dell'Illinois.

## Carriera
Dopo non essere stato scelto nel Draft NFL 2003, Moorehead firmò con gli Indianapolis Colts. In cinque anni di carriera tutti coi Colts, ricevette 31 passaggi per 330 yard e un touchdown. Diede tuttavia il suo contributo nei playoff del 2006 culminati nella vittoria del Super Bowl XLI quando ricevette complessivamente 5 passaggi per 41 yard. Aaron e suo padre Emery sono stati la prima coppia di padre e figlio prima a raggiungere e poi a vincere entrambi il Super Bowl.

## Palmarès
- Super Bowl : 1

Indianapolis Colts: Super Bowl XLI
- American Football Conference Championship: 1

Indianapolis Colts: 1985

## Statistiche
| Partite totali      | 36  |
| Partite da titolare | 2   |
| Ricezioni           | 31  |
| Yard ricevute       | 330 |
| Touchdown           | 1   |